# Dancing with a Broken Heart
Dancing with a Broken Heart è il secondo singolo del quarto album della cantautrice australiana Delta Goodrem, Child of the Universe (2012), pubblicato in radio il 26 luglio 2012 e pubblicato ufficialmente il 10 agosto 2012.